# Aleksander Jeliński
Aleksander Jeliński (ur. 13 kwietnia 1920 w Warszawie, zm. 3 lipca 2015 tamże) – polski chemik, specjalista w zakresie geochemii uranu i pierwiastków ziem rzadkich

## Młodość
Ojciec był robotnikiem, mechanikiem. Specjalizował się w zegarmistrzostwie. Matka prowadziła gospodarstwo domowe.
W latach 1927–1930 uczęszczał do szkoły powszechnej w Warszawie, w latach 1930–1937 – do XII Gimnazjum Miejskiego w Warszawie, a do 1939 – do Państwowego Liceum Chemicznego i Ceramicznego, również w Warszawie. Wybuch II Wojny Światowej przerwał jego dalszą naukę.
W 1940 został wywieziony na roboty przymusowe do Küstrin w Niemczech (obecnie Kostrzyn w Polsce), gdzie w okolicznym gospodarstwie rolnym przepracował całą okupację jako robotnik. W lutym 1945 został uwolniony przez Armię Czerwoną.
Po powrocie do Warszawy zamieszkał z matką, ponieważ ojciec zmarł w 1944 podczas Powstania Warszawskiego. Podjął naukę w Państwowym Liceum Chemicznym i Ceramicznym. W 1947 otrzymał świadectwo dojrzałości i tytuł technika chemika.

## Praca
W lipcu 1947 otrzymał pracę w Państwowych Zakładach Olejarsko-Tłuszczowych w Warszawie, na stanowisku kierownika laboratorium. Już jednak w grudniu 1947 podjął pracę w Państwowym Instytucie Geologicznym w Warszawie na etacie pracownika kontraktowego. Zatrudniono go w Pracowni Surowców Skalnych jako podreferendarza, technika-chemika-analityka.
W 1948, za zgodą Instytutu, wstąpił na Wydział Matematyki-Fizyki-Chemii Uniwersytetu Warszawskiego. Pracował jednocześnie w Instytucie na stanowisku chemika-ceramika. Brał również udział w badaniach geologicznych. Studia ukończył w czerwcu 1952, otrzymując dyplom magistra filozofii w zakresie chemii. Po studiach otrzymał nakaz pracy do Państwowego Instytutu Geologicznego, przemianowanego na Instytut Geologiczny Centralnego Urzędu Geologii.
W styczniu 1953, dyrektor Instytutu, Stefan Zbigniew Różycki, powierzył mu pełnienie obowiązków kierownika Sekcji Surowców Specjalnych w Zakładzie Surowców Skalnych. W lutym 1954 dyrektor Różycki mianował go z kolei na stanowisko p.o. kierownika Sekcji Złóż Surowców Rzadkich w Zakładzie Złóż Surowców Specjalnych IG. W 1955 został mianowany adiunktem w Instytucie Geologicznym.
W latach 1952–1955 zajmował się poszukiwaniem i badaniem surowców skalnych. Były to gliny dla ceramiki budowlanej, kryształ górski, mika, turmalin, beryl i fluoryt – wszystkie na Dolnym Śląsku. Ponadto minerały ciężkie na plażach Bałtyku.
W latach 1954–1960 prowadził także wykłady z technologii surowców mineralnych na Wieczorowym Studium Geologii Technicznej przy Uniwersytecie Warszawskim.
Na początku 1956 Aleksander Jeliński przeszedł do Centralnego Zarządu Przemysłu Ceramicznego, na stanowisko kierownika Działu Eksploatacji Górniczej. W połowie tego roku został mianowany Zastępcą Dyrektora ds. geologiczno-górniczych i inwestycyjnych. Zajmował się wówczas surowcami ceramicznymi.
W 1957 powrócił do Instytutu Geologicznego na stanowisko kierownika Sekcji Złóż Surowców Rzadkich w Zakładzie Złóż Surowców Chemicznych. Otrzymał wówczas od dyrektora Edwarda Rühle zadanie zorganizowania w Instytucie komórki zajmującej się poszukiwaniem i badaniem rud pierwiastków promieniotwórczych.
We wrześniu 1957 powstał Zakład Złóż Pierwiastków Promieniotwórczych, przekształcony następnie w Zakład Złóż Pierwiastków Rzadkich i Promieniotwórczych. A. Jeliński został mianowany jego kierownikiem. Na stanowisku tym pozostał do 1970. Jako kierownik Zakładu, poza kierowaniem pracami jego zespołu, prowadził badania geochemii uranu i pierwiastków rzadkich.
W latach 1958–1959 odbył wielomiesięczne praktyki w Związku Radzieckim i Jugosławii. W latach 1961–1965 był Zastępcą Przewodniczącego Zespołu Wydziału III PAN, koordynującego plany poszukiwań i badań złóż pierwiastków promieniotwórczych.
W 1963 otrzymał w Instytucie Geologicznym stopień doktora nauk przyrodniczych, na podstawie rozprawy Geochemia uranu w granitowym masywie Karkonoszy z uwzględnieniem innych masywów granitoidowych Sudetów. W 1967 został powołany na stanowisko samodzielnego pracownika naukowo-badawczego. W okresie tym, do 1970, zajmował się problemem zasobów pierwiastków rzadkich i rozproszonych w Polsce.
We wrześniu 1970 został powołany na stanowisko Zastępcy Dyrektora IG ds. pionu podstawowego. W 1973 został mianowany docentem w IG. W latach 1972–1978 był przewodniczącym Narodowego Komitetu ds. Międzynarodowego Programu Korelacji Geologicznej, a także członkiem Komisji Nauk Ścisłych i Przyrodniczych Polskiego Komitetu ds. UNESCO.
Dorobek naukowy Aleksandra Jelińskiego, to 50 opracowań naukowych i kilkadziesiąt opinii, recenzji i koreferatów.
Przeszedł na emeryturę w październiku 1980.

## Działalność polityczna i społeczna
W 1953 wstąpił do PZPR. Kilkakrotnie był członkiem Podstawowej Organizacji Partyjnej przy Instytucie Geologicznym. Sprawował też różne funkcje partyjne w warszawskiej dzielnicy Mokotów. Był również członkiem Związków Zawodowych; dwukrotnie sekretarzem Rady Zakładowej IG.

## Emerytura

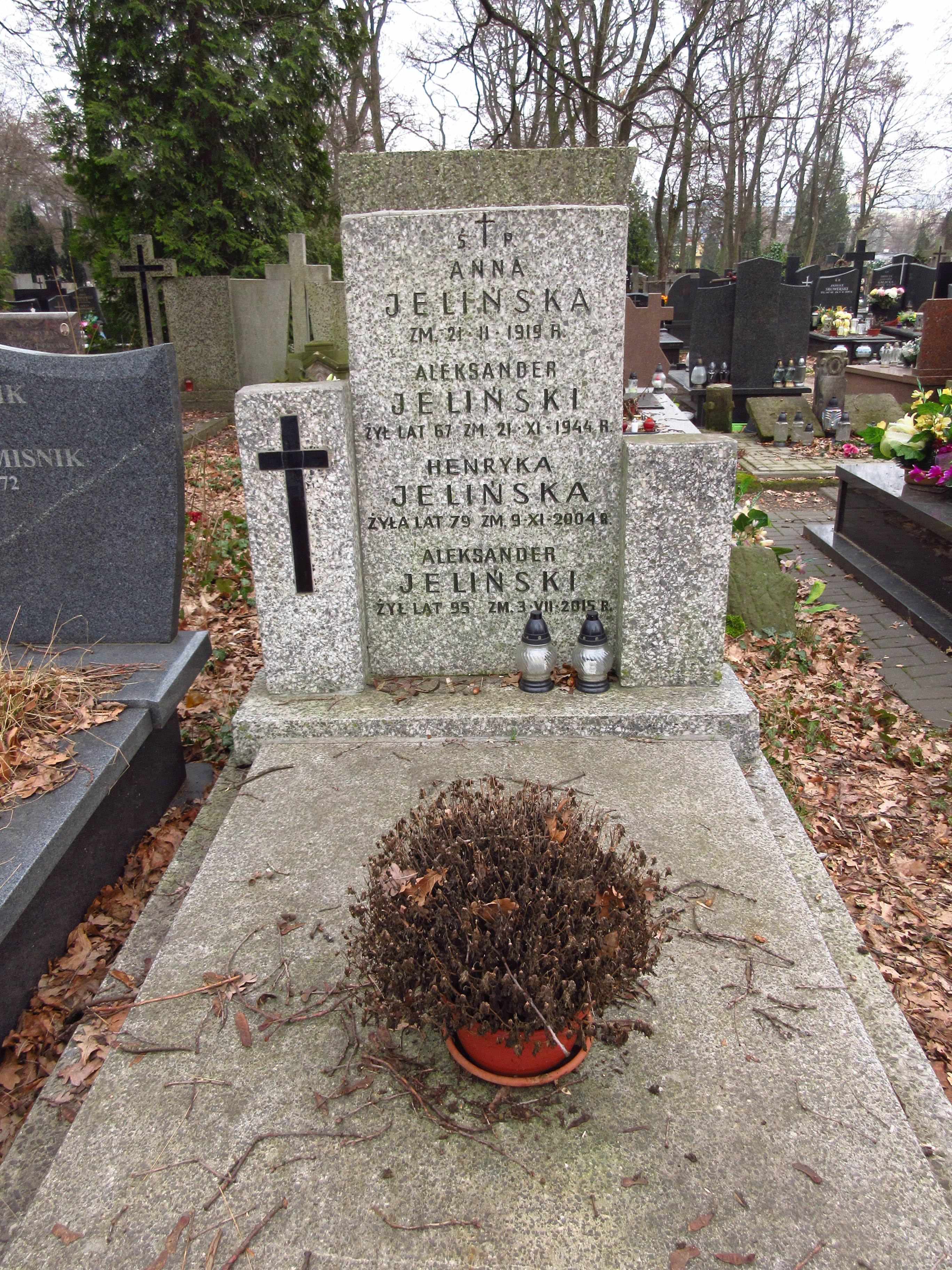
Grób docenta Aleksandra Jelińskiego na Cmentarzu Bródnowskim.

Na emeryturze był aktywny intelektualnie. Wstąpił do Stowarzyszenia Emerytowanych Pracowników Państwowego Instytutu Geologicznego. Po kilku latach został jego Członkiem Honorowym. W wydawnictwie Stowarzyszenia opublikował powieść W środku Europy oraz krótkie wspomnienia.
Zmarł w lipcu 2015. Został pochowany na cmentarzu Bródnowskim w Warszawie (kwatera 21D-4-11).

## Odznaczenia
- Medal 10-lecia Polski Ludowej (1955)
- Złoty Krzyż Zasługi (1964)
- Krzyż Kawalerski Orderu Odrodzenia Polski (1970)
- Medal 30-lecia Polski Ludowej (1974)

## Źródła
- Maciej Podemski, Urban H., 2015, Aleksander Jeliński 1920-2015, Przegląd Geologiczny, Pożegnania, vol. 63, nr 9, 520-521, Warszawa.
- Jeliński A., 2015, Życie związane z Państwowym Instytutem Geologicznym (1947-1980), w: Pracowaliśmy w trudnych, ale ciekawych czasach, Wspomnienia pracowników (Państwowego) Instytutu Geologicznego, Stowarzyszenie Emerytowanych Pracowników Państwowego Instytutu Geologicznego, Wspomnienia Nr 7, 7-12, Warszawa.
- Jan Malinowski